# شب‌های پرولتری
شب‌های پرولتری یا شب‌های کارگری: رویاهای کارگران فرانسه در قرن نوزدهم عنوان کتابی است از ژاک رانسیر، فیلسوف فرانسوی که در سال ١٩٨١ به چاپ رسید.

## خلاصه
رانسیر معتقد است که در کاپیتالیسم شب در ادامه روز است و ابداً به معنی فراغت از کار و تولید نمی‌باشد یعنی تنها عملی که یک کارگر می‌تواند در شب انجام دهد 
«خوابیدن» است تا در فردا با انرژی مجدد به سمت تولید و کار برگردد. اما این کتاب که مجموعه‌ای از پاراگراف‌ها، نقل‌قول‌ها و نوشته‌های عده‌ای از کارگران پاریسی می‌باشد، سعی می‌کند نشان دهد که در قطعه‌ای از تاریخ فرانسه، در شب‌ها عده‌ای از کارگرانِ قرن نوزدهم رفتارهایی روشنفکرانه و آزاد و خلاف رویه اعمال شده توسط سیستم از خود بروز می‌دادند و کتاب می‌خواندند و می‌نوشتند و حتی خواستار دگرگونی واقعی بودند. همچنین هدف دیگر او از خلق چنین اثری شنیدن صدای طبقه ای است که مارکسیست‌ها سودای رهایی آنها را داشتند ولی از درک مستقیم خواسته‌ها و آرمان‌های آن‌ها عاجز بودند.
این کتاب تاکنون به زبان فارسی ترجمه نشده است.